# Tuca Vieira
Tuca Vieira (São Paulo, 1974) é um fotógrafo brasileiro. Mestre em Arquitetura e Urbanismo (FAUUSP) e bacharel em Letras (FFLCH-USP). Fez parte da equipe de fotografia do jornal Folha de S. Paulo de 2002 a 2009. Atualmente é fotógrafo independente, desenvolvendo projetos envolvendo cidade, paisagem urbana, arquitetura e urbanismo. É  autor dos livros Salto no escuro: leituras do espaço contemporâneo (Hedra/N-1, 2021) e Atlas Fotográfico da cidade de São Paulo e arredores (Museu da Cidade de São Paulo, 2020)

## Fotos notórias
A foto de Paraisópolis e prédio de luxo no Morumbi é um registro fotográfico realizado no ano de 2004 pelo fotógrafo brasileiro Tuca Vieira e que exibe sob um ângulo privilegiado o encontro entre Paraisópolis, segunda maior favela do município, e o rico bairro do Morumbi. Na imagem, é possível visualizar de um lado um prédio luxuoso, com quadras de tênis e piscinas na varanda dos apartamentos; do outro, centenas de barracos de alvenaria, típicos de uma favela brasileira. A fotografia recebeu atenção em escala mundial e foi exposta no museu Tate Modern, em Londres. A foto passou a simbolizar a desigualdade social entre ricos e pobres de São Paulo.

## Prêmios
- Prêmio Jabuti - categoria Artes, 2021
- Prêmio APCA de Arquitetura - categoria pesquisa, 2017
- Prêmio Funarte de Arte Contemporânea, 2013
- Prêmio Porto Seguro de Fotografia - São Paulo, 2010
- PAC, Secretaria de Estado da Cultura de São Paulo, 2006
- Prêmio Grupo Nordeste de Fotografia, 2005
- Prêmio Folha de Jornalismo - Fotografia, 2005